# Bamba (aperitivo)
Bamba (em hebraico:  בַּמְבָּה) é um tipo de biscoito aperitivo com sabor de manteiga de amendoim, fabricado pela companhia Osem em Holon, em Israel.
Bamba é um dos principais aperitivos industrializados em questão de produção e vendas em Israel. Ele é comercializado desde 1964, não registrando nenhuma queda nas vendas. Bamba compõe uma parcela significativa de aproximadamente 25% do mercado de lanches israelense. 
Bamba é um tipo de "salgadinho" de milho com sabor de manteiga de amendoim. Ele não contem conservantes, nem corantes artificiais, é enriquecido com diversas vitaminas e contém grandes quantidades de gordura e sal nas porções. O valor calórico é de 160 kcal por porção de 28 gramas. Bamba é certificado Kosher por Badatz Jerusalém.

## Fabricação
Papas de milho são "estouradas" sob alta pressão, tornando-se linhas de Bamba de coloração branca e infladas. Essas linhas são cortadas em pequenas pepitas e, em seguidas, colocadas em uma câmara de secagem, onde são assadas com ar por 20 segundos, dando ao alimento uma textura crocante. A manteiga de amendoim, importada da Argentina, é adicionada no fim do processo. Um funcionário da fábrica despeja um recipiente de manteiga de amendoim líquida sobre as pepitas do alimento, que vão girando na máquina e ficam inteiramente cobertas pela manteiga. O Bamba é então carregado em uma esteira transportadora para esfriar antes de ser embalado nos pacotes para consumo.

## Variações
Osem também produz um Bamba com sabor de morango (oficialmente chamado de "Doce Bamba" em hebraico:  במבה מתוקהe, extra-oficialmente "Bamba Vermelho" em hebraico:  במבה אדומה), que tem uma forma redonda e é de um tom vermelho em vez da cor habitual. Ele era originalmente colorido com um corante artificial, que foi substituído por corante de beterraba.
Em 2008, um novo sabor, com recheio de nougat, foi lançado.

## Alergia ao amendoim
Como Bamba é feito com amendoins, pessoas com alergia podem ser severamente afetadas pelo consumo do alimento. No entanto, um estudo de 2008 concluiu que, pelo extensivo consumo de Bamba por crianças em Israel, alergia a amendoim é mais rara na nação. Um grupo de controle de crianças judidas no Reino Unido tinha uma taxa dez vezes maior de alergia; a diferença não é relacionada com diferenças em atopia, classe social, patrimônio genético, ou grau de alergenicidade do amendoim.